# يازي بيناري (تركيا)
قرية يازيبيناري هي قرية في منطقة معمورة العزيز في محافظة معمورة العزيز في الجمهورية التركية. في شرق الاناضول.